# Берлин, Леонид Львович
Леони́д Льво́вич Бе́рлин (13 ноября 1925, Москва — 2 января 2001, Москва) — советский и российский скульптор-нонконформист, живописец, график, книжный иллюстратор. Заслуженный художник Российской Федерации (2000).

## Биография
Родился 13 ноября 1925 года в Москве. Сын расстрелянного в 1938 году деятеля иранского коммунистического движения Аветиса Султановича Султан-Заде. О том, кто его отец, Берлин узнал только в 16 лет. Отчим — инженер-электрик Лев Борисович Берлин. Соседом Берлинов по коммунальной квартире был хранитель скульптур в Третьяковской галерее Михаил Наумович Райхинштейн (1879–1947), который заметил талант мальчика и записал его в кружок рисования Дома пионеров.
В 1943—1949 годах учился на скульптурном факультете Художественного института им. В. И. Сурикова у П. Я. Павлинова, А. Т. Матвеева. После отстранения Матвеева от преподавания руководителем диплома Берлина стал Н. В. Томский. В 1950 году по рекомендации Томского и Г. А. Шульца принят в члены Союза художников СССР.

В 1954 году познакомился с турецким поэтом Назымом Хикметом. Сделал иллюстрации для сборника его стихов. В 1958-м получил за них Серебряную медаль Международной выставки книжной графики (нем.) в Лейпциге (ГДР).
На 28 февраля (1974 года) в Москве, в ВЗ на Кузнецком, 11, намечено проведение творческого вечера (совм. с Б. Немечиком и К. Степановым), где художник намеревается впервые показать свои «сварные» работы. Однако вечер был запрещён, однодневная выставка была опечатана до открытия, «сварные» композиции разломаны, вывезены и выброшены через забор дачи Берлина на стоящую под снегом «Оптимистическую трагедию» (sic!). Художник подает в суд и дело выигрывает (судья Б. И. Шалагин вскоре был уволен с работы; также была уволена и директор ВЗ М. С. Денисова). По решению суда официальная газета МОСХа «Московский художник» должна была опубликовать извинения перед скульптором, что сделано так и не было. По суду Л. Берлину выплатили 1800 руб. на восстановление работ. 
Оформил четыре станции Московского метрополитена. В качестве скульптора-декоратора принимал участие в работе над фильмами «Оптимистическая трагедия», «Андрей Рублёв», «Сказание о Рустаме».
Участвовал более чем в пятидесяти коллективных выставках, в том числе «Ретроспекция. 1957—1987» (Москва, 1987) и «Другое искусство. 1956—1976» (ГТГ, 1990), посвященных истории советского нонконформизма, в выставке «Трансформация» в Лондоне, представлявшей «новейшее искусство из СССР» (1989). Провёл шесть персональных выставок. Последняя, наиболее полно представившая творчество мастера, состоялась в Московском государственном музее Вадима Сидура в 1999 году.
Скончался 2 января 2001 года. Похоронен на Троекуровском кладбище, на могиле также кенотаф расстрелянному отцу — А. С. Султан-Заде (участок 9).
Произведения Берлина находятся в Третьяковской галерее, Русском музее, Музее изобразительных искусств им. Пушкина, Московском музее современного искусства, Международном музее скульптуры под открытым небом (Сеул), Музее Зиммерли, Нью-Брансуик, штат Нью-Джерси, США).

## Основные произведения

### Скульптура
- «Семья» (1956, керамика, 70х43х40);
- «В космос» («Спутник», 1958—1964, гипс). Утрачена при демонтаже выставки «Москва социалистическая» в Манеже;
- «Бригада коммунистического труда» (1959)
- «Петиция» (1959, Государственный центральный музей современной истории России);
- «Рама для народа» (1966—1985, кинетическая, также экспонировалась как «Сопротивление», «Реквием» и «Мемориал», дерево, железо, сварка, 425х130х85);
- «Формула взрыва» (1963, первая кинетическая композиция Берлина в технике железной сварки);
- «Бюрократизм» (1966, дерево, железо, сварка, 225х49х52, 1966. Музей скульптуры под открытым небом, Сеул, Республика Корея)
- «Агрессия» (1968, дерево, железо, сварка, 220х60х70. Частная коллекция Фарабоски, Милан, Италия);
- «Трагедия (Руки человечества)» (1969, дерево, железо, сварка, 175х100х60. Музей скульптуры под открытым небом, Сеул, Республика Корея);
- «Невесомость» (1970, кинетическая скульптура, железо, сварка, 240х70х65. Музей Нортона Доджа Циммерли, Нью Джерси, США);
- «Битва» (1970, бронза, 25х32х8);
- «Человек» (1970—1990, железо, сварка, 180х60х87. Частная коллекция Фарабоски, Милан, Италия);
- «Ослик» («Покорность», 1967, дерево, железо, сварка, 85х102х50. Государственная Третьяковская галерея. Москва);
- «Адам и Ева» (1974, бронза, 67х30х22, бронза, частная коллекция, США);
- «Ангел» (1974, железо, сварка, 180х120х100);
- Бюст писателя Ю. Домбровского (1979);
- «Робинзон Крузо» (1979);
- «Материнство и современная жизнь» (1980);
- «Весна» (1981);
- «Эволюция» (1982);
- «Экспонат» (1989);
- «Человек»
- «Клин» (1992, железо, керамика);
- «Художник» (1994);
- «Стадо» (1994);
- «Народ» («Сограждане», 1994)
- «Электорат» (1979—1996 гг.).
- Портрет академика АМН В. И. Бураковского (1998). Установлен в Институте кардиохирургии им. В. И. Бураковского.

#### Мемориалы
- Вербовчанам, павшим в боях за Родину в 1941—1945 гг., Муром (1975, чугун. Архитекторы — М. А. Лифатов, И. В. Синев, при участии Н. А. Беспалова)[4];
- Воинам-дзержинцам, павшим на фронтах Великой Отечественной войны. Установлен возле Военной академии ракетных войск стратегического назначения имени Петра Великого (1978, архитектор Б. С. Маркус);
- Кинетическая композиция «Памятник труду» в честь 50-летия Муромского приборостроительного завода. Муром, Ленинградская ул. (1991)[5]

#### Городская скульптура
- Композиция «Оптимистическая трагедия» (1962). Установлена на территории киноконцерна «Мосфильм».
- «Цирк» (1979, литой алюминий). Установлена перед фасадом Театра зверей им. В. Дурова.
- «Бард». Памятник Владимиру Высоцкому (1982, бронза, 200х70х60). Присуждена третья премия Театра драмы и комедии на Таганке за участие в конкурсе на проект надгробия. Ранее находился в парке «Музеон». Установлен во дворе дома-усадьбы Зубовых на улице Александра Солженицына в Москве.
- «Ржавый ангел». Установлена возле Сахаровского центра в Москве[6].

#### Работы для Московского метрополитена
- Композиция «Охрана природы» для вестибюля станции «Орехово» (1984);

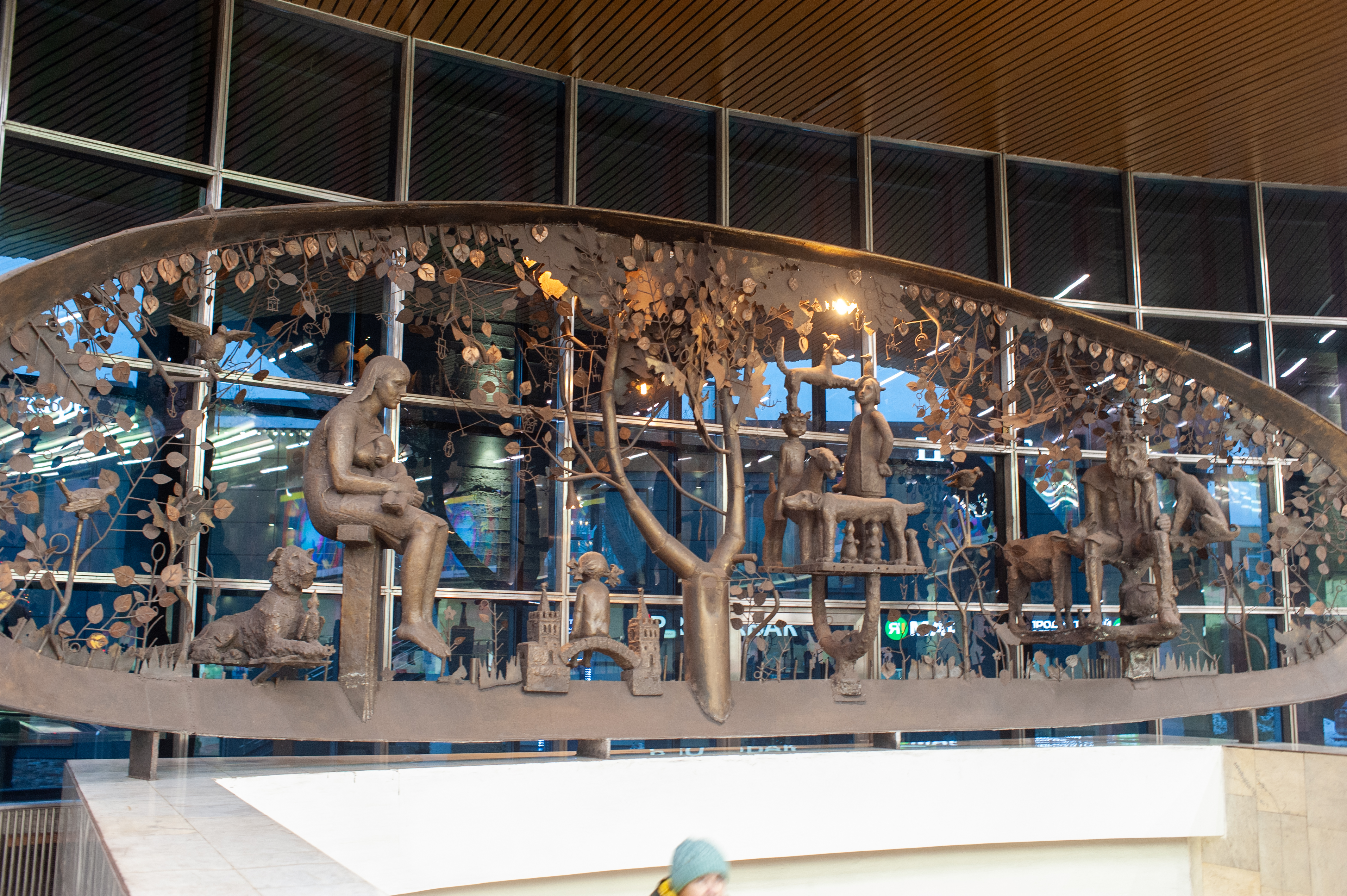
Композиция на станции Орехово

- рельефы для станции «Красногвардейская» (1985);

Панно на станции «Красногвардейская»

- многофигурная пространственная кинетическая композиция, изображающая детей и животных. Первоначально была установлена на крыше вестибюля станции «Битцевский парк» (теперь «Новоясеневская»). При строительстве новой пересадочной станции «Битцевский парк» Бутовской линии вестибюль снесён, композиция поставлена на специальном постаменте недалеко от выхода[7];
- Скульптуры для станции «Римская» (1995). За монументально-декоративное оформление станции метро Берлин получил в 1997 году звание Лауреата Премии Москвы в области литературы и искусства. Диплом вручил мэр Москвы Ю. М. Лужков.Изображение Мадонны с младенцем на станции «Римская»

Изображение Мадонны с младенцем на станции «Римская»

#### Надгробия
Юзовский, Иосиф Ильич (1902—1964), Новодевичье кладбище, 6 уч. 13 ряд.

### Живопись
«Эскалатор» (1976, холст, масло, дерево, железо, 100х65. Государственная Третьяковская галерея. Москва).

### Графика
- Серия «Впечатления о жизни» (начало 1970-х);
- «Блюдо» (1989, бумага, акварель, 30х50)
- иллюстрации к драме А. Н. Островского «Гроза» (1942);
- иллюстрации к произведениям Ф. М. Достоевского (1944);
- иллюстрации к произведениям Назыма Хикмета (1956, 15 рисунков углём изданы в кн.: Назым Хикмет. Стихи и поэмы. Изд. Молодая Гвардия, М., 1957);
- иллюстрации к книге Джона Рида «Десять дней, которые потрясли мир» (1973);
- иллюстрации к Шахнаме (1973);

## Участие в выставках
- 1958 Международная выставка книжной графики. Лейпциг. Германия;
- 1961 Выставка Девяти. Ул. Беговая 7/9. Москва;
- 1974 Групповая выставка. Ул. Вавилова 65. Москва;
- 1976 Групповая выставка авангардистов — членов МОСХа. Ул. Беговая 7/9. Москва;
- 1984 Групповая выставка. Ул. Вавилова 65. Москва;
- 1988 Выставка первого объединения. Кузнецкий мост. Москва;
- 1988 Лабиринт. Дворец молодежи. Москва;
- 1988 Олимпийский парк скульптуры. Сеул;
- 1989 Выставка посвященная Великой французской революции. Центр искусств. Париж;
- 1989 Новая реальность. Выставка советских художников. Равенна. Италия;
- 1989 Тоталитаризм. Лондон;
- 1990 Другое искусство. Государственная Третьяковская галерея. Москва;
- 1991 Железный путь. Ул. Космодемьянских. Москва;
- 1992 Выставка в Болгарском культурном центре. Москва;
- 1995 Государственный культурный центр-музей В. С. Высоцкого. Москва;
- 1998 Выставка в рамках культурной программы Первых Всемирных юношеских олимпийских игр. Измайловский туркомплекс, Москва.
- 1998 «Советская зона. Графические метафоры Леонида Берлина» (графика). Музей и общественный центр «Мир, прогресс, права человека» им. Андрея Сахарова, Москва;
- 1999 «Железный мир Леонида Берлина». Скульптура. Графика. Московский государственный музей Вадима Сидура.

## Семья
Первая жена — Вера Михайловна Зайцева, художник (18.07.1924—1983. Поженились в 1956 году);
Вторая жена (с 1986) — Любовь Васильевна Карташова, искусствовед, научный сотрудник ГМИИ. От этого брака родился сын Берлин Анатолий Леонидович (1987).